# Emili Huguet i Serratacó
Emili Huguet i Serratacó (n. Granollers, Barcelona, 1871 - † Rabat, El Marroc, 1951), conegut com a Huguet del Villar, fou un notable naturalista, botànic, edafòleg i geògraf, introductor a Espanya dels estudis de geobotànica i edafologia, tot i estar sovint al marge del món acadèmic.
Huguet del Villar va emigrar als disset anys a Sud-amèrica, i a l'Argentina es va dedicar a ensenyar geografia i història a un nivell elemental. En tornar a Madrid el 1900, es va dedicar al periodisme per a guanyar-se la vida, però també com a forma de difondre les seves alternatives polítiques. Era defensor de la modernització d'Espanya i de la seva expansió al Marroc. En aquests primers anys del segle va publicar manuals de geografia, als quals feia manifest el seu interès per la influència del medi físic en el desenvolupament de les societats.
Com a deixeble de Reyes Prósper, estudià la vegetació de Gredos. Es va formar també com sistemàtic, i va descriure quinze noves espècies.
Amb Hugo Obermaier i altres, va participar en els treballs de l'expedició que va estudiar el glacialisme a la Serra de Gredos. Va participar en l'elaboració d'un lèxic glaciològic encarregat per la Real Sociedad Española de Historia Natural. El 1921 va publicar el llibre El valor geográfico de España. Ensayo de Ecética. El concepte d'ecètica que va desenvolupar refereix a quelcom semblant al que ara s'anomena capacitat de càrrega del territori, del seu medi natural, anticipant-se al tipus de consideracions en què es basa l'actual preocupació per la sostenibilitat de l'economia.
El 1923, el botànic Pius Font i Quer li ofereix el càrrec de director de la Secció de Fitogeografia del Museu de Ciències Naturals de Barcelona, però un any després ho deixà estar. El 1925 va donar a llum una de les seves obres més importants: Avance geobotánico sobre la pretendida estepa central en España, publicats a la revista Ibérica, i on va postular un origen antropogènic d'allò que Heinrich Moritz Willkomm havia descrit el 1852 com una formació natural.
Ja era un expert reconegut en el camp de la geobotànica, quan va participar en el IV Congrés Edafològic Internacional de 1924, a Roma. Poc després sorgiria la Comissió d'Edafologia i Geobotànica, de la qual va ser secretari. Aquest moment marcà el naixement de l'edafologia a Espanya i la consolidació en castellà d'aquest mot per a una ciència que n'ha rebut tants. En và es va esforçar per a consolidar una fórmula institucional estable per a l'edafologia en el marc de la investigació agronòmica i forestal. Un intent posterior ho va suposar la creació, en el marc de la Generalitat de Catalunya, de l'Institut Mediterrani de Ciència del Sòl, que havia d'haver estat part d'una Associació Internacional de Ciència del Sòl radicada a Barcelona; Huguet en va ser el president mentre va durar.
Entre 1927 i 1934 va estar sota la direcció de Octavio Elorrieta, director del Instituto Forestal. Fruit dels seus ajuts, el 1937, ja en plena guerra civil espanyola, Huguet va publicar Los suelos de la península Lusoibérica, complementat pel primer mapa publicat dels sòls peninsulars.
Com a geògraf, Huguet va promoure una comprensió integrada dels aspectes humans i els físics en l'estudi de la realitat geogràfica. Com a geobotànic va contribuir a la comprensió dels factors edàfics en la distribució de les formacions, i va introduir els conceptes de l'escola centreeuropea, fitosociològica. Contribucions tan dispars acrediten Villar com el fundador a Espanya no només de l'edafologia, sinó també de l'ecologia.
Com a conseqüència de la guerra civil, i com moltíssims intel·lectuals i científics catalans i espanyols de la seva època, Huguet del Villar va acabar els seus dies exiliat al Marroc francés. D'aquesta darrera etapa neix Types de sol de l'Afrique du Nord (1947).